# طوطی‌نامه
طوطی‌نامه مجموعه‌ای از ۵۲ داستان فارسی است که به قرن چهاردهم میلادی مربوط می‌شود و نوشته ضیاءالدین نخشبی است. این کتاب نسخه‌های مختلفی دارد و نسخه‌ای از آن که به فرمان اکبر کبیر در دهه ۱۵۵۰ منتشر شد، ۲۵۰ مینیاتور دارد. داستان‌های فارسی این کتاب از مجموعه‌ای به زبان سانسکریت به نام هفتاد قصه طوطی یا سوکاسپتاتی الهام گرفته‌است. هفتاد قصه طوطی به قرن دوازدهم میلادی بازمی‌گردد. در ایران، همانند هند، طوطیان با توجه به توانایی سخنگویی‌شان به عنوان راویان قصه در آثار تخیلی محبوب هستند.
داستان‌های ماجراجویی که هر شب و طی ۵۲ شب متوالی توسط یک طوطی روایت می‌شود، داستان‌هایی اخلاقی است تا صاحب او که خجسته نام دارد را ترغیب کند که به شوهرش خیانت نکند. خجسته همواره به نقطه ترک خانه برای دیدار با معشوقش می‌رسد و هربار طوطی او را با یک داستان اعجاب‌انگیز راضی به ماندن در خانه می‌کند.
چند نسخه مصور زنده از این کتاب باقی مانده‌اند که معروف‌ترین آن‌ها مربوط به اکبر کبیر است که در طول پنج سال برای او طراحی و منتشر شد. این نسخه توسط میر سید علی و عبدالصمد شیرازی نگارگری شد. نسخه اول اکبر کبیر درموزه هنر کلیولند است. نسخه دوم ساخته شده برای اکبر اکنون در بین چندین موزه پراکنده شده‌است، اما بیشترین قسمت آن در کتابخانه چستر بیتی در دوبلین است. نسخه دوم به حدود دهه ۱۵۸۰ بازمی‌گردد.